# Нільс Бор
Нільс Ге́нрик Дави́д Бор (дан. Niels Henrik David Bohr, [nels ˈb̥oɐ̯ˀ]; 7 жовтня 1885, Копенгаген — 18 листопада 1962, Копенгаген) — данський фізик-теоретик і громадський діяч, один із творців сучасної фізики. Лауреат Нобелівської премії з фізики (1922). Член Данського королівського товариства (1917) та його президент від 1939 року. Був членом більш ніж 20 академій наук світу.
Відомий як творець першої квантової теорії атома й активний учасник розробки основ квантової механіки. Зробив значний внесок у розвиток теорії атомного ядра та ядерних реакцій, процесів взаємодії елементарних частинок із середовищем.

## Огляд життя і творчості

### Сім'я. Дитинство і юність

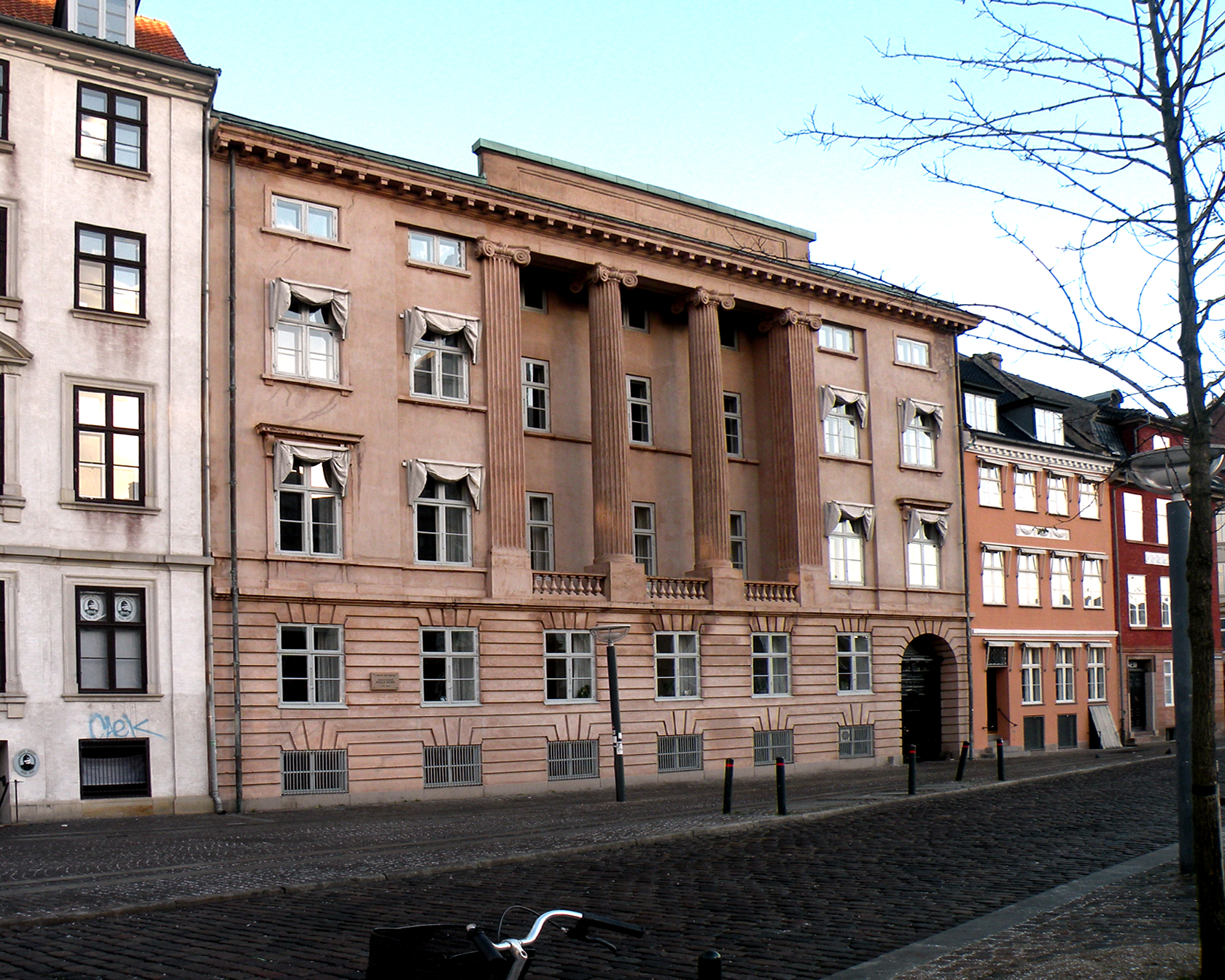
Копенгаген. Будинок Давида і Дженні Адлерів (дідусь і бабуся по материнській лінії) на Вед Странд, 14, де народився Нільс Бор.

Нільс Бор народився в родині професора фізіології Копенгагенського університету Християна Бора (1858—1911) й Еллен Адлер (1860—1930). Батьки Бора одружилися 1881 року.
Батька Нільса Бора двічі висували номінантом на Нобелівську премію з фізіології або медицини. Мати була донькою впливового та вельми заможного єврейського банкіра і парламентаря-ліберала Давида Баруха Адлера (1826—1878) і Дженні Рафаел (1830—1902) із британської єврейської банкірської династії Raphael Raphael & sons.
1 серпня 1912 в Копенгагені Нільс Бор одружився із Маргарет Норлунд, сестрою близького друга його брата Гаральда — Нільса Еріка Норлунда, з якою Нільс Бор познайомився 1909 року.
Усього у Нільса і Маргарет було шестеро дітей (один син, Християн, загинув у юному віці). Один з них, Оге Бор, також став видатним фізиком, лауреатом Нобелівської премії (1975).
Брат Нільса Бора Гаральд був відомим математиком.

### Молодість. Теорема Бора— ван Льовен (1885—1911)
У школі Нільс виявив схильність до фізики та математики, а також до філософії. Цьому сприяли регулярні візити колег і друзів батька — філософа Гаральда Геффдінга, фізика Крістіана Крістіансена, лінгвіста Вільгельма Томсена. Близьким другом і однокласником Бора в цей період був його троюрідний брат (по материнській лінії), відомий у майбутньому гештальт-психолог Едгар Рубін (1886—1951). Рубін залучив Бора до вивчення філософії.
Іншим захопленням Бора був футбол. Нільс і його брат Гаральд (згодом — відомий математик) виступали за аматорський клуб «Академіск», перший — на позиції воротаря, а другий — півзахисника. Надалі Гаральд успішно грав за збірну Данії і виграв у її складі «срібло» на Олімпіаді-1908, де данська команда поступилася у фіналі англійцям.
1903 року Нільс Бор вступив до Копенгагенського університету, де вивчав фізику, хімію, астрономію, математику. Разом із братом організував студентський філософський гурток, учасники якого по черзі виступали з доповідями.
В університеті Нільс Бор виконав свої перші роботи з дослідження коливань струменя рідини для точнішого визначення величини поверхневого натягу води. Теоретичне дослідження 1906 року було відзначено золотою медаллю Данського королівського товариства. У наступні роки (1907–1909) воно було доповнене експериментальними результатами, отриманими Бором у фізіологічній лабораторії батька, і опубліковане за поданням корифеїв тодішньої фізики Вільяма Ремзі та лорда Релея.
1910 року Бору присуджено ступінь магістра, а в травні 1911 року захистив докторську дисертацію за класичною електронною теорією металів. У своїй дисертаційній роботі Бор, розвиваючи ідеї Лоренца, довів важливу теорему класичної статистичної механіки: магнітний момент будь-якої стаціонарної системи елементарних електричних зарядів, які рухаються за законами класичної механіки в сталому магнітному полі, дорівнює нулю. 1919 року ця теорема була незалежно доведена Йоганною ван Льовен, нині вона має назву теореми Бора — ван Льовен. З неї безпосередньо випливає, що неможливо пояснити магнітні властивості речовини (зокрема, діамагнетизм), залишаючись в рамках класичної фізики. Це, мабуть, стало першим зіткненням Бора з обмеженістю класичного опису, що підштовхнуло його до розгляду питань квантової теорії.

### Бор в Англії.Теорія Бора(1911—1916)
1911 року Бор отримав стипендію від фонду Карлсберга для стажування за кордоном (у розмірі 2500 крон) . У вересні 1911 він прибув до Кембриджа, щоб працювати в Кавендіській лабораторії під керівництвом славнозвісного Дж. Дж. Томсона. Однак співпраця не склалася: Томсона не зацікавив молодий науковець, який відразу ж вказав на помилку в одній із його робіт і до того ж погано розмовляв англійською. Згодом Бор так згадував про це:
| Я був розчарований, Томсона не зацікавило те, що його обчислення виявилися помилковими. У цьому була і моя провина. Я недостатньо добре знав англійську і тому не міг порозумітися… Томсон був генієм, який, насправді, вказав шлях всім… Загалом працювати в Кембриджі було дуже цікаво, але це було абсолютно марним заняттям. |

У підсумку, в березні 1912 року, Бор переїхав до Манчестера, до Ернеста Резерфорда, з яким незадовго до того познайомився.
1911 року Резерфорд за підсумками своїх досліджень опублікував планетарну модель атома. Бор активно підключився до роботи з цієї тематики, чому сприяли численні обговорення з відомим хіміком Георгом Гевеші, який працював тоді в Манчестері, а також із самим Резерфордом. Початковою ідеєю було те, що властивості елементів визначаються цілим числом — атомним номером (заряд ядра), який може змінюватися внаслідок радіоактивного розпаду. Першим застосуванням резерфордівської моделі атому для Бора став розгляд процесів взаємодії альфа- та бета-випромінювання з речовиною в останні місяці свого перебування в Англії. Влітку 1912 року Бор повернувся до Данії.
1912 року, під час весільної подорожі до Англії та Шотландії, Бор із дружиною відвідали Резерфорда у Манчестері. Бор передав йому свою підготовлену до друку статтю «Теорія гальмування заряджених частинок при їх проходженні через речовину» (вона була опублікована на початку 1913 року). Так було покладено початок тісній дружбі родин Борів і Резерфордів. Спілкування з Резерфордом суттєво вплинуло як у науковому, так і в особистісному плані на подальшу долю Бора. Через багато років він писав:
| Дуже характерною для Резерфорда була доброзичливість, яку він виявляв до всіх молодих фізиків, з якими йому доводилося довго або коротко мати справу. <…> Для мене Резерфорд став другим батьком. |

Після повернення до Копенгагена Бор викладав в університеті, водночас інтенсивно працюючи над квантовою теорією будови атома. Перші результати були викладені ним у чернетці, надісланій Резерфорду ще в липні 1912 року, яка отримала назву «Резерфордівський меморандум». Проте вирішальних успіхів було досягнуто наприкінці 1912 — початку 1913 року. Ключовим моментом стало ознайомлення в лютому 1913 року із закономірностями розташування спектральних ліній і загальним комбінаційним принципом для частот випромінювання атомів. Згодом і сам Бор казав:

Як тільки я побачив формулу Бальмера, питання стало мені негайно зрозумілим.

У березні 1913 року Бор надіслав попередній варіант статті Резерфорду, а в квітні поїхав на кілька днів до Манчестера для обговорення своєї теорії і 5 квітня 1913 року надіслав роботу до редакції. Підсумком проведеної роботи стали три частини революційної статті «Про будову атомів і молекул», опублікованої у журналі «Philosophical Magazine» в липні, жовтні та грудні 1913 року, які містять квантову теорію воднеподібного атома.
У теорії Бора виділяють два основні компоненти: загальні твердження (постулати) про поведінку атомних систем, які зберігають своє значення та всебічно перевірені, і конкретна модель будови атома, що становить у наші дні лише історичний інтерес. Постулати Бора містять припущення про існування стаціонарних станів і про випромінювальні переходи між ними відповідно до уявлень Планка про квантовані енергії речовини. Модельна теорія атома Бора виходить з припущення про можливість опису руху електронів в атомі, який перебуває у стаціонарному стані, на основі класичної фізики з додатковими квантовими умовами (наприклад, квантування моменту імпульсу електрона).
Теорія Бора відразу ж дозволила обґрунтувати випромінення і поглинання випромінювання в серіях спектру водню, а також пояснити (з поправкою на наведену масу електрона) воднеподібні спектри з напівцілими квантовими числами, які спостерігалися раніше Чарлзом Пікерінгом та Альфредом Фаулером, як ті, що належать іонізованому гелію. Блискучим успіхом теорії Бора стало теоретичне обрахування значення сталої Рідберґа.
Робота Бора відразу привернула увагу фізиків і простимулювала бурхливий розвиток квантових уявлень. Його сучасники належно оцінили важливий крок який зробив данський науковець. Так, у 1936 році Резерфорд писав:
| Я вважаю первісну квантову теорію спектрів, впроваджену Бором, однією з найреволюційніших з усіх коли-небудь створених в науці, і я не знаю іншої теорії, яка мала б більший успіх. |

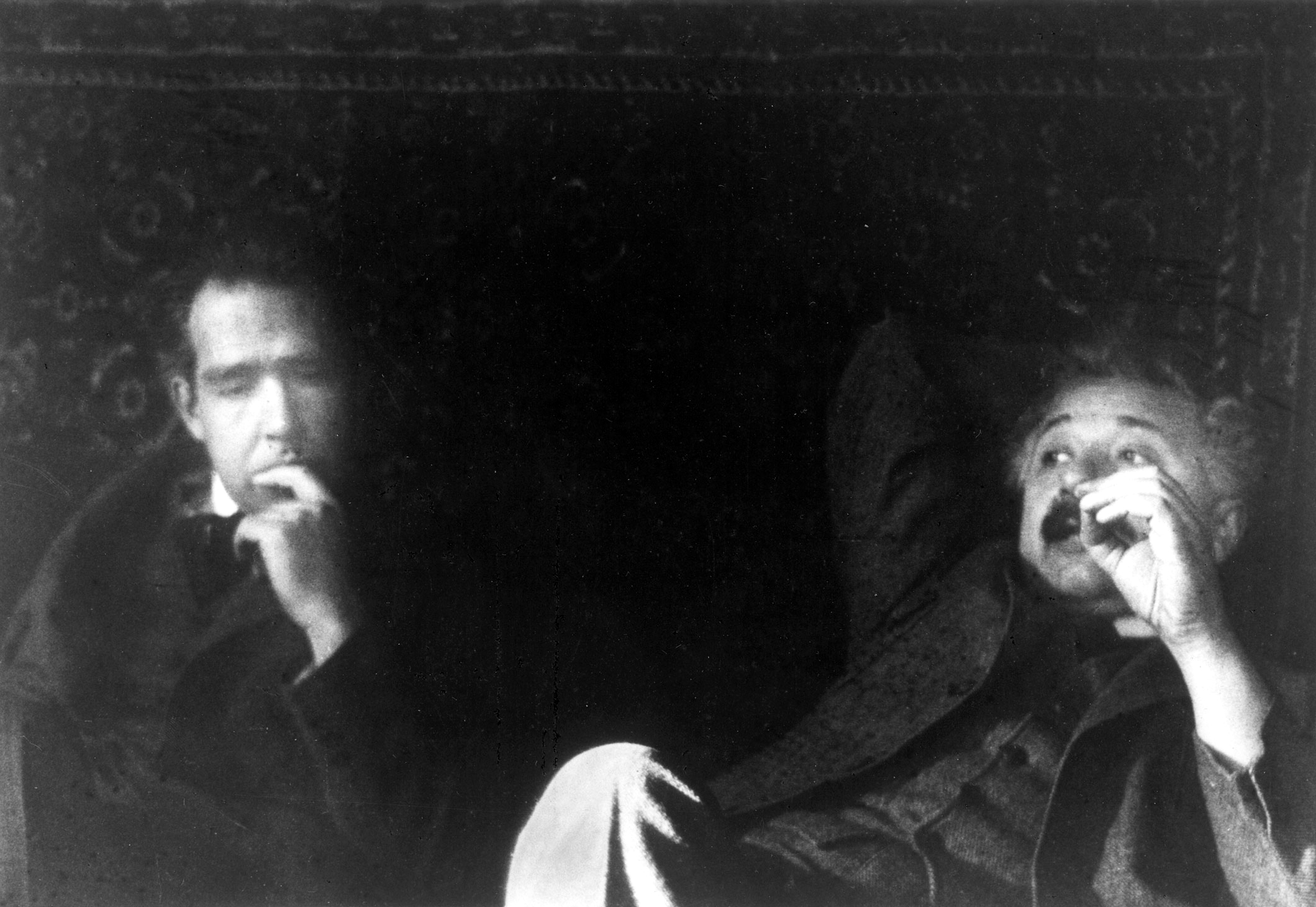
Нільс Бор і Альберт Ейнштейн (ймовірно, грудень 1925)

У 1949 році Альберт Ейнштейн так згадував про свої враження від знайомства з теорією Бора:
| Всі мої спроби пристосувати теоретичні основи фізики до цих результатів [тобто наслідків закону Планка для випромінювання чорного тіла] зазнали невдачі. Це було так, наче з-під ніг пішла земля і ніде не було видно твердого ґрунту, на якому б можна було будувати. Мені завжди здавалося дивом, що цієї непевної і повної суперечностей основи виявилося достатньо, щоб дозволити Бору — людині з геніальною інтуїцією і тонким чуттям — знайти головні закони спектральних ліній і електронних оболонок атомів, а також їхнє значення для хімії. Це мені здається дивом і тепер. Це найвища музичність у галузі думки. |

Навесні 1914 року Резерфорд запросив Бора замінити Чарльза Дарвіна, онука знаменитого натураліста, на посаді лектора з математичної фізики в Манчестерському університеті (Шустерівська школа математичної фізики). Бор пропрацював у Манчестері з осені 1914 до літа 1916 року. У цей час фізик намагався поширити свою теорію на багатоелектронні атоми, однак скоро зайшов у глухий кут. Вже у вересні 1914 року він писав:
| Для систем, які складаються з більш ніж двох частинок, немає простого співвідношення між енергією і кількістю переходів, і з цієї причини міркування, подібні тим, які я використовував раніше, не можуть бути застосовані для визначення «стаціонарних станів» системи. Я схильний вважати, що в цій проблемі приховані дуже значні труднощі, які можуть бути подолані лише шляхом відмови від звичайних уявлень більшою мірою, ніж це було потрібно досі, і що єдиною причиною досягнутих успіхів є простота розглянутих систем. |

1914 року Бор зумів частково пояснити розщеплення спектральних ліній в ефектах Штарка та Зеемана, однак йому не вдалося отримати розщеплення більш ніж на дві частини. У цьому виявилася обмеженість колових орбіт, які розглядаються в його теорії. Подолати її стало можливо лише після того, як на початку 1916 року Арнольд Зоммерфельд сформулював узагальнені квантові умови, ввів три квантових числа для орбіти електрона і пояснив тонку структуру спектральних ліній, врахувавши релятивістські поправки. Бор відразу ж зайнявся докорінним переглядом своїх результатів у світлі цього нового підходу.

### Подальший розвиток теорії. Принцип відповідності (1916—1923)
Влітку 1916 року Бор остаточно повернувся на батьківщину і очолив кафедру теоретичної фізики в Копенгагенському університеті. У квітні 1917 року він звернувся до данської влади з проханням про виділення коштів на будівництво нового інституту для себе і своїх співробітників. 3 березня 1921 року, після подолання безлічі організаційних та адміністративних труднощів, у Копенгагені було нарешті відкрито Інститут теоретичної фізики , що зараз носить ім'я свого першого керівника — Інститут Нільса Бора.
Попри велику зайнятість адміністративними справами, Бор продовжував розвивати свою теорію, намагаючись узагальнити її на випадок складніших атомів, наприклад, гелію. 1918 року в статті «Про квантову теорію лінійчастих спектрів» Бор сформулював кількісно так званий принцип відповідності, який пов'язує квантову теорію з класичною фізикою. Вперше ідея відповідності виникла ще 1913 року, коли Бор висловив думку про те, що переходи між стаціонарними орбітами з великими квантовими числами повинні давати випромінювання з частотою, яка збігається з частотою обертання електрона. Починаючи від 1918 року, принцип відповідності став у руках Бора потужним засобом для отримання нових результатів: він дозволив, відповідно до уявлень щодо коефіцієнтів Ейнштейна, визначити ймовірності переходів і, отже, інтенсивності спектральних ліній; отримати правила відбору, зокрема для гармонічного осцилятора; дати інтерпретацію числа і поляризації компонент штарківського і зееманівського розщеплень. Згодом Бор дав чітке формулювання принципу відповідності, згідно з яким:
| …Існування переходів між стаціонарними станами, що супроводжуються випромінюванням, пов'язане з гармонійними компонентами коливання при русі атома, котрі є визначальними в класичній теорії для властивостей випромінювання, яке виникає внаслідок руху частинки. Таким чином, за цим принципом передбачається, що будь-який процес переходу між двома стаціонарними станами пов'язаний з відповідною гармонікою коливань так, що ймовірність існування переходу залежить від амплітуди коливання, а поляризація випромінювання зумовлена детальнішими властивостями коливання. Це так само, як інтенсивність і поляризація випромінювання в системі хвиль, які випромінюються атомом за класичною теорією внаслідок існування зазначених компонент коливання, визначаються амплітудою та іншими властивостями останніх. |

Принцип відповідності відіграв величезну роль і при побудові послідовної квантової механіки. Саме з нього виходив 1925 року Вернер Гейзенберг при побудові своєї матричної механіки. У загальнофілософському сенсі цей принцип, який пов'язує нові знання з досягненнями минулого, є одним з основних методологічних принципів сучасної науки.
У низці робіт 1921–1923 років Бору вперше вдалося на ґрунті своєї моделі атома, спектроскопічних даних і загальних міркувань про властивості елементів, дати пояснення періодичній системі хімічних елементів за допомогою схеми заповнення електронних орбіт (оболонок, згідно із сучасною термінологією). Правильність інтерпретації періодичної таблиці була підтверджена відкриттям 1922 року нового елемента гафнію Дірком Костером та Георгом Гевеші, які працювали у той час у Копенгагені. Як і передбачав Бор, цей елемент виявився близьким за своїми властивостями до цирконію, а не до рідкісноземельних елементів, як вважалося раніше.
1922 року Нільсу Бору була присуджена Нобелівська премія з фізики «за заслуги в дослідженні будови атомів і випромінювання, що випускається ними». У своїй нобелівській лекції «Про будову атомів», яку він прочитав у Стокгольмі 11 грудня 1922 року, Бор підбив підсумки десятирічної роботи.
Проте було очевидно, що теорія Бора в своїй основі містила внутрішню суперечність, оскільки вона механічно об'єднувала класичні поняття і закони з квантовими умовами. Крім того, вона була неповною, недостатньо універсальною, тому що не могла бути використана для кількісного пояснення всього розмаїття явищ атомного світу. Наприклад, Бору разом з його асистентом Гендриком Крамерсом так і не вдалося розв'язати задачу про рух електронів в атомі гелію (найпростішій двохелектронній системі), якою вони займалися від 1916 року. Бор чітко розумів обмеженість наявних підходів (так званої «старої квантової теорії») і необхідність побудови теорії, заснованої на зовсім нових принципах:
| …весь підхід до проблеми загалом мав ще надзвичайно напівемпіричний характер, і незабаром стало абсолютно зрозуміло, що для вичерпного опису фізичних і хімічних властивостей елементів необхідний новий радикальний відхід від класичної механіки, щоб об'єднати квантові постулати в логічно несуперечливу схему. |

### Становлення квантової механіки.Принцип доповнюваності(1924—1930)

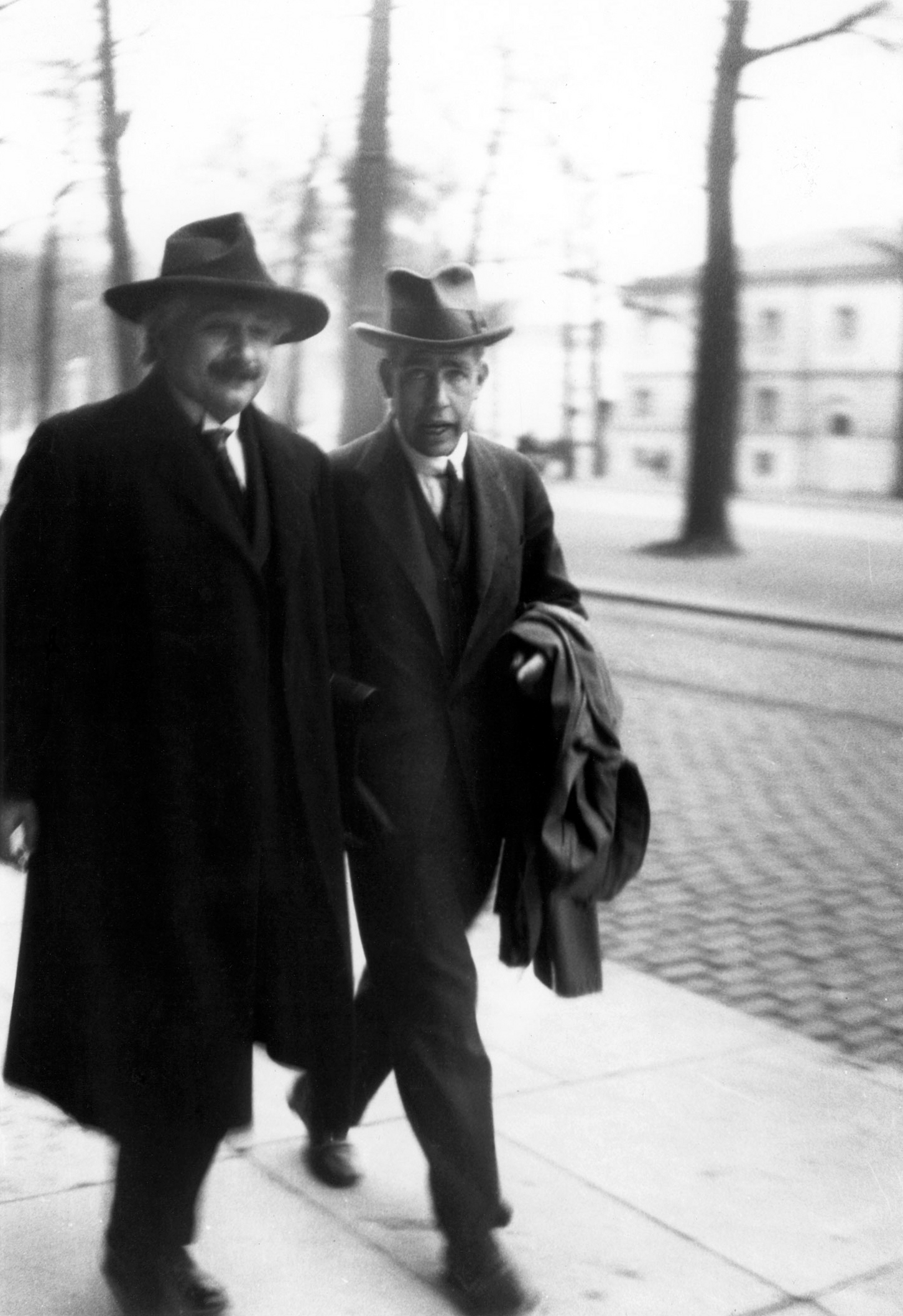
Альберт Ейнштейн і Нільс Бор. Брюссель (1930)

Новою теорією стала квантова механіка, яка була створена у 1925–1927 роках працями Вернера Гейзенберга, Ервіна Шредінгера, Макса Борна, Поля Дірака. Разом з тим, основні ідеї квантової механіки, попри її формальні успіхи, в перші роки залишалися багато в чому неясними. Для повного розуміння фізичних основ квантової механіки було необхідно пов'язати її з дослідами, виявити сенс використовуваних у ній понять, тобто дати інтерпретацію її формалізму, бо використання класичної термінології вже не було правомірним.
Саме над цими питаннями фізичної інтерпретації квантової механіки розмірковував у той час Бор. Підсумком стала концепція доповнюваності, яку було представлено на конгресі пам'яті Алессандро Вольти в Комо у вересні 1927 року. Вихідним пунктом еволюції поглядів Бора стало прийняття ним 1925 року дуалізму «хвиля — частинка»: до цього часу Бор відмовлявся визнавати реальність ейнштейнівських квантів світла — фотонів, яку було важко узгодити з принципом відповідності. У спільній із Гендріком Крамерсом та Джоном Слетером статті було зроблено несподіване припущення про незбереження енергії та імпульсу в індивідуальних мікроскопічних процесах, тобто науковці стверджували, що закони збереження мають статистичний характер. Проте ці погляди незабаром були спростовані дослідами Вальтера Боте та Ганса Гейгера.
Саме корпускулярно-хвильовий дуалізм був покладений Бором в основу інтерпретації теорії. Ідея доповнюваності, розвинена на початку 1927 року під час відпустки в Норвегії, відтворює логічне співвідношення між двома способами опису або наборами уявлень, які, хоча і виключають один одного, обидва необхідні для вичерпного опису. Сутність принципу невизначеності полягає в тому, що не може виникнути такої фізичної ситуації, в якій обидва доповнювані аспекти явища з'явилися б одночасно і однаково чітко. Іншими словами, в мікросвіті немає станів, в яких об'єкт мав би одночасно точні динамічні характеристики, які належать двом певним класам, що взаємно виключають один одного. Це твердження формулюється у вигляді принципу невизначеності. Слід зазначити, що на формування ідей Бора, як він сам визнавав, вплинули філософсько-психологічні дослідження Серена К'єркегора, Гаральда Геффдінга та Вільяма Джеймса.
Принцип доповнюваності ліг в основу так званої копенгагенської інтерпретації квантової механіки та аналізу процесу вимірювання характеристик мікрооб'єктів. Відповідно до цієї інтерпретації, запозичені з класичної фізики динамічні характеристики мікрочастинки (її координата, імпульс, енергія тощо) зовсім не властиві частинці самій по собі. Сенс і певне значення тієї чи іншої характеристики електрона, наприклад, його імпульсу, розкриваються у взаємозв'язку з класичними об'єктами, для яких ці величини мають певний сенс і всі одночасно можуть мати певне значення (такий класичний об'єкт умовно називається вимірювальним приладом). Роль принципу доповнюваності виявилася настільки суттєвою, що Паулі навіть пропонував назвати квантову механіку «теорією доповнюваності» за аналогією з теорією відносності. Принцип доповнювальності Бора в квантовій механіці визначає, що саме вимірювання імпульсно-енергетичних та просторово-часових характеристик є взаємодоповнювальними в описі квантового об'єкта.
Через місяць після конгресу в Комо, на п'ятому Сольвеєвському конгресі в Брюсселі, почалася знаменита дискусія Бора й Ейнштейна про інтерпретацію квантової механіки. Суперечка продовжилася 1930 року на шостому конгресі, а потім відновилася з новою силою 1935 року, після появи відомої роботи Ейнштейна, Подольського та Розена про повноту квантової механіки (див. ЕПР-парадокс). Дискусії не припинялися до самої смерті Ейнштейна, часом набуваючи запеклого характеру. Втім, учасники ніколи не переставали ставитися один до одного з величезною повагою, що відбилося у словах Ейнштейна, написаних 1949 року:

Я бачу, що я був … досить різкий, але ж … сваряться по-справжньому тільки брати чи близькі друзі.

Хоча Бор так і не зумів переконати Ейнштейна в своїй правоті, ці обговорення та розв'язання численних парадоксів дозволили йому надзвичайно поліпшити ясність своїх думок і формулювань, поглибити розуміння квантової механіки:
| Урок, який ми з цього отримали, рішуче просунув нас по дорозі боротьби, що ніколи не закінчується, за гармонію між змістом і формою; урок цей показав нам ще раз, що ніякий зміст не можна вловити без залучення відповідної форми, і що будь-яка форма, як би не була вона корисна в минулому, може виявитися занадто вузькою для того, щоб охопити нові результати. |

### Ядерна фізика (1930-ті роки)

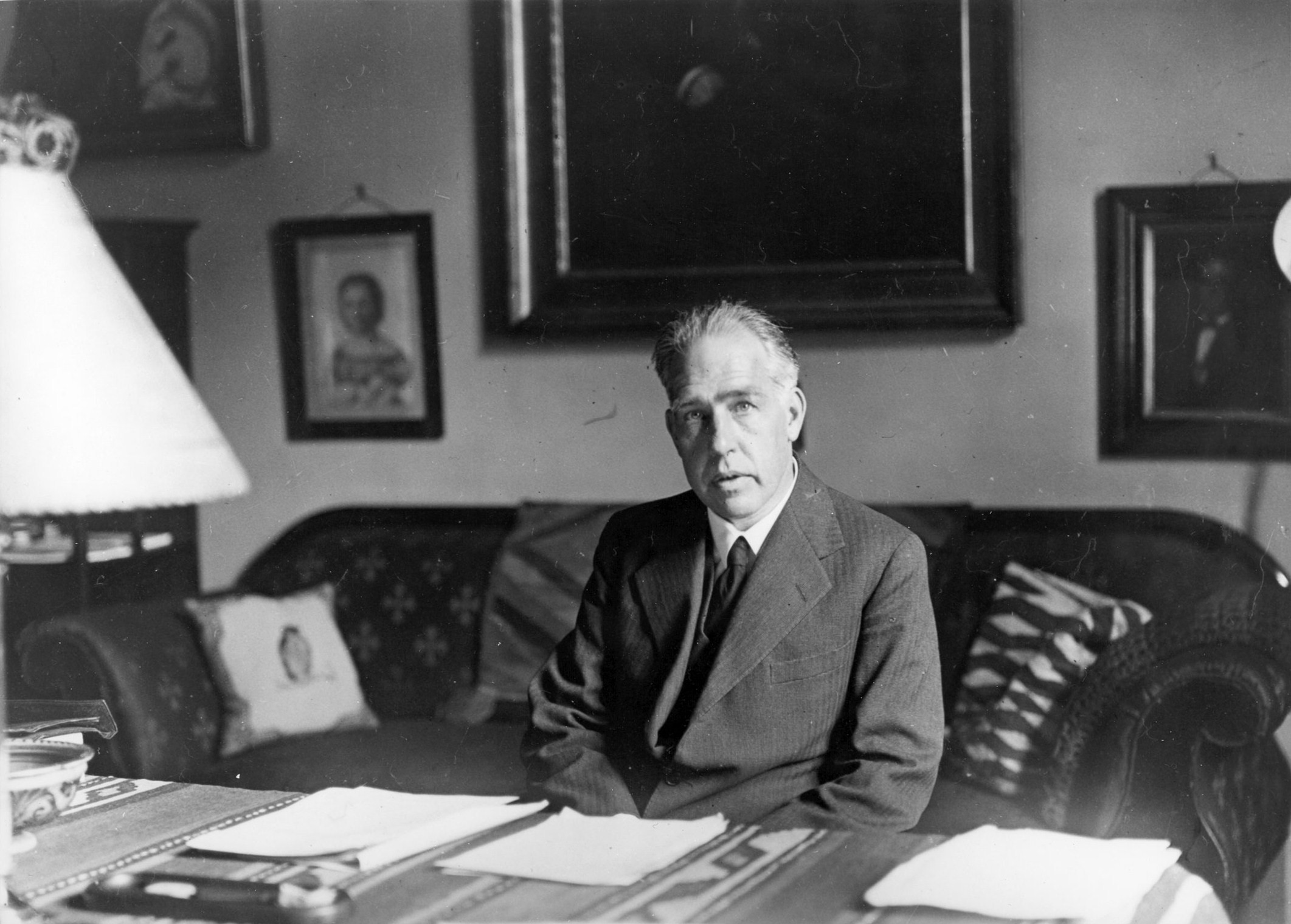
Нільс Бор в особистому кабінеті (1935)

1932 року Бор з родиною переїхав до так званого «Будинку честі», резиденції найшанованішого громадянина Данії, побудуваної засновником пивоварної компанії «Карлсберг». Тут його відвідували знаменитості не лише наукового, як, наприклад, Резерфорд, а й політичного світу: королівське подружжя Данії, президенти і прем'єр-міністри різних країн.
1934 року Бор пережив важку особисту трагедію. Під час плавання на яхті у протоці Каттегат штормовою хвилею було змито за борт його старшого сина — 19-річного Християна; знайти його так і не вдалося.
У 1930-тих роках Бор захопився ядерною тематикою, переорієнтувавши на неї свій інститут: завдяки своїй популярності і своєму впливові він зумів домогтися виділення коштів на будівництво у себе в Інституті нових установок — циклотрона, прискорювача за моделлю Кокрофта — Волтона, генератора Ван де Граафа. Сам Бор у цей час зробив значний внесок у теорію будови ядра та ядерних реакцій.
1936 року Бор, виходячи з існування щойно виявлених нейтронних резонансів, сформулював фундаментальне для ядерної фізики уявлення про характер перебігу ядерних реакцій: він припустив існування так званого складеного ядра — «компаунд-ядра», тобто збудженого стану ядра з часом життя, яке дорівнює приблизно часу руху нейтрона крізь нього. Тоді механізм реакцій, не обмежуючись лише нейтронними реакціями, включає два етапи: 1) утворення складеного ядра, 2) його розпад. При цьому дві ці стадії відбуваються незалежно одна від одного, що зумовлено рівноважним перерозподілом енергії між ступенями свободи компаунд-ядра. Це надало змогу застосувати статистичний підхід до опису поведінки ядер, що уможливило обчислення перерізу низки реакцій, а також інтерпретувати розпад складеного ядра в термінах випаровування частинок, створивши за пропозицією Якова Френкеля краплинну модель ядра.
Однак така проста картина відбувається лише при великих відстанях між резонансами (рівнями ядра), тобто при малих енергіях збудження. 1939 року у спільній роботі Бора з Рудольфом Пайерлсом та Георгом Плачеком було показано, що при перекритті резонансів компаунд-ядра рівновага в системі не встигає встановитися й дві стадії реакції перестають бути незалежними, тобто характер розпаду проміжного ядра визначається процесом його формування. Розвиток теорії в цьому напрямку призвів пізніше (1953) до створення Віктором Вайскопфом, Германом Фешбахом і К. Портером так званої «оптичної моделі ядра», яка описує ядерні реакції у широкому діапазоні енергій.
Одночасно з уявленням про складене ядро Бор, спільно з Ф. Калькаром, запропонував розглядати колективні рухи частинок в ядрах, протиставивши їх картині незалежних нуклонів. Такі коливальні моди рідкокрапельного типу відбиваються у спектроскопічних даних, зокрема, в мультипольній структурі ядерного випромінювання. Ідеї про поляризованість і деформації ядер були покладені в основу узагальненої (колективної) моделі ядра, розвиненої на початку 1950-х років Оге Бором, Беном Моттельсоном та Джеймсом Рейнвотером.
Великий внесок Бора в пояснення механізму поділу ядер, при якому відбувається звільнення величезної кількості енергії. Поділ було експериментально виявлено наприкінці 1938 року Отто Ганом та Фріцем Штрассманом і правильно витлумачено Лізою Майтнер та Отто Фрішем під час різдвяних канікул. Бор дізнався про їхні ідеї від Фріша, який працював тоді в Копенгагені, перед самим від'їздом до США у січні 1939 року. У Принстоні спільно з Джоном Вілером Бор розвинув кількісну теорію поділу ядер, ґрунтуючись на моделі складеного ядра і уявленнях про критичні деформації ядра, які призводять до його дрижання й розпаду. Для деяких ядер ця критична величина може дорівнювати нулю, що виражається в розпаді ядра при яких завгодно малих деформаціях. Теорія дозволила отримати залежність перерізу поділу від енергії, що збігається з експериментальною. Крім того, Бору вдалося показати, що поділ ядер урану-235 викликається «повільними» (низькоенергетичними) нейтронами, а урану-238 — швидкими.

### Війна. Боротьба проти атомної загрози (1940—1950)
Після приходу до влади у Німеччині націонал-соціалістів Бор взяв активну участь у вирішенні долі багатьох науковців-емігрантів, які переїхали до Копенгагена. 1933 року зусиллями Нільса Бора, його брата Гаральда, директора Інституту вакцин Торвальда Мадсена і адвоката Альберта Йоргенсена був заснований спеціальний Комітет допомоги науковцям-біженцям.
Після окупації Данії у квітні 1940 року виникла реальна небезпека арешту Бора у зв'язку з його напівєврейським походженням. Та все ж, він вирішив залишатися у Копенгагені, доки це буде можливо, щоб гарантувати захист інституту і своїм співробітникам від зазіхань окупаційної влади. У жовтні 1941 Бора відвідав Гейзенберг, на той час керівник німецького уранового проєкту. Між ними відбулася розмова про можливість реалізації ядерної зброї, про який німецький науковець писав так:
| Копенгаген я відвідав восени 1941 р., по-моєму, це було наприкінці жовтня. На той час ми в «урановому товаристві» на підставі експериментів з ураном і важкою водою прийшли до висновку, що можливо побудувати реактор з використанням урану і важкої води для отримання енергії. <…> У той час ми переоцінювали масштаб необхідних технічних витрат. <…> За таких обставин ми вважали, що розмова з Бором була б корисною. Така розмова відбулася під час вечірньої прогулянки в районі Ні-Карлсберга. Знаючи, що Бор перебуває під наглядом німецької політичної влади і що його відгуки про мене будуть, ймовірно, передані до Німеччини, я намагався провести цю розмову так, щоб не піддавати своє життя небезпеці. Бесіда, наскільки я пам'ятаю, почалася з мого питання, чи повинні фізики у воєнний час займатися урановою проблемою, оскільки прогрес у цій галузі зможе привести до серйозних наслідків в техніці ведення війни. Бор відразу ж зрозумів значення цього питання, оскільки мені вдалося вловити його реакцію легкого переляку. Він відповів запитанням: «Ви справді думаєте, що поділ урану можна використовувати для створення зброї?» Я відповів: «В принципі можливо, але це зажадало б таких неймовірних технічних зусиль, які, будемо сподіватися, не вдасться здійснити в ході цієї війни». Бор був вражений моєю відповіддю, припускаючи, очевидно, що я маю намір повідомити йому про те, що Німеччина зробила величезний прогрес у виробництві атомної зброї. Хоча я і намагався після цього виправити це помилкове враження, мені все ж не вдалося завоювати довіру Бора… |

Таким чином, Гейзенберг натякає, що Бор не зрозумів, що він мав на увазі. Однак сам Бор був не згоден з таким трактуванням своєї бесіди з Гейзенбергом. 1961 року в розмові з Аркадієм Мігдалом він заявив:

Я зрозумів його чудово. Він пропонував мені співпрацювати з нацистами…

В одному зі своїх останніх інтерв'ю в березні 2006 року учень Гейзенберга, хорватський фізик Іван Супек згадував про одну подробицю зустрічі, яку йому розповіла дружини Бора, Маргрете. За її словами Гейзенберг і Вайцзеккер завітали до Бора зодягнені в форму вермахту, щоб переконати його виступити посередником між Великою Британією і Німеччиною в мирних перемовинах. Ідею подав Вайцзеккер, батько якого був заступником міністра закордонних справ Третього Рейха, Йоахіма фон Ріббентропа.
29 вересня 1943 року британській розвідці стало відомо, що у Берліні підписаний наказ про арешт Бора й вивезення його до Німеччини. 30 вересня за допомогою данського Руху опору він виїхав разом з сином Оге спочатку на човні до Швеції, а через 12 днів у бомбовому відділенні англійського літака прибув до Англії.
. Тітка Бора (старша сестра його матері) — відомий данський педагог Ханна Адлер (1859—1947) — була депортована в концтабір попри 84-річний вік і урядовий захист. У Великій Британії та США, куди він незабаром переїхав, науковець приєднався до роботи над створенням атомної бомби і брав участь в ньому аж до червня 1945 року. У США вони з сином носили імена Ніколас і Джим Бейкер.
Разом з тим, вже починаючи з 1944 року Бор усвідомлював всю небезпеку атомної загрози.
Зустріч з прем'єр-міністром Великої Британії 16 травня 1944 року не призвела до якихось результатів. Після цього Нільс Бор почав домагатися прийому його президентом США Франкліном Рузвельтом. У своєму меморандумі на ім'я президента Рузвельта (3 липня 1944 року) він закликав до повної заборони використання ядерної зброї, до забезпечення суворого міжнародного контролю за цим і, в той же час, до знищення всякої монополії на мирне застосування атомної енергії. Згодом він направив на адресу керівників США ще два меморандуми — від 24 березня 1945 і від 17 травня 1948. Бор намагався донести свої думки до Черчилля та Рузвельта і при особистих зустрічах з ними, однак безуспішно. Більше того, ця діяльність, а також запрошення приїхати на час війни до Радянського Союзу, отримане від Петра Капиці на початку 1944 року, викликали підозру у шпигунстві на користь СРСР.
В. Черчілль писав своєму науковому раднику лорду Черуеллу:

Президент і я серйозно стурбовані професором Бором. Як трапилося, що його допустили до роботи? На мою думку Бора варто ізолювати! 
У листопаді 1945 р. за завданням радянської розвідки і за рекомендацією П. Капиці Бора відвідав радянський фізик Я. П. Терлецький, який поставив йому низку питань щодо американського атомного проєкту (про атомні реактори). Бор розповів лише те, що на цей час було опубліковано у відкритих джерелах, і повідомив про візит Терлецького контррозвідувальні служби.
1950 року Бор опублікував відкритого листа до ООН, наполягаючи на мирній співпраці та вільному обміні інформацією між державами, як підґрунтю для побудови «відкритого світу». Надалі він неодноразово висловлювався на цю тему, своїм авторитетом підкріплюючи заклики до миру і запобігання загрози ядерної війни.

### Останні роки
В останні роки життя Бор займався переважно громадською діяльністю, виступав з лекціями у різних країнах, писав статті на філософські теми.
Безпосередньо в галузі фізики в 1940-1950-х роках він продовжував розробляти проблему взаємодії елементарних частинок із середовищем. Бор вважав принцип доповнюваності своїм найціннішим внеском у науку. Він намагався розширити його застосування на інші галузі людської діяльності — біологію, психологію, культуру, багато розмірковуючи про роль і значення мови в науці і житті.
Помер Нільс Бор 18 листопада 1962 року від серцевого нападу. Урна з його прахом знаходиться в сімейній могилі в Копенгагені.

## Наукова школа Бора
Бор створив велику міжнародну школу фізиків і багато зробив для розвитку співпраці між фізиками всього світу. З початку 1920-х років Копенгаген став «центром тяжіння» для найактивніших фізиків: більшість творців квантової механіки (Гейзенберг, Дірак, Шредінгер та інші) в той чи інший час там працювали, їхні ідеї викристалізовувались в тривалих виснажливих бесідах з Бором. Велике значення для поширення ідей Бора мали його візити з лекціями в різні країни. Так, велику роль в історії науки зіграли сім лекцій, прочитаних Бором в червні 1922 року в Геттінгенському університеті (так званий «Боровський фестиваль»). Саме тоді він познайомився з молодими фізиками Вольфгангом Паулі та Вернером Гейзенбергом, учнями Зоммерфельда. Свої враження від першої бесіди з Бором під час прогулянки Гейзенберг висловив таким чином:
| Ця прогулянка мала потужний вплив на мій наступний науковий розвиток, втім, можна сказати краще, — власне мій науковий розвиток і почався з цієї прогулянки. |

Надалі зв'язок групи Бора з геттінгенською групою, якою керував Макс Борн, не переривався, і дав безліч видатних наукових результатів. Природно, дуже сильні були зв'язки Бора з кембриджською групою, яку очолював Резерфорд: в Копенгагені в різний час працювали Чарлз Дарвін, Поль Дірак, Ральф Фаулер, Дуглас Хартрі, Невілл Мотт та інші. У свій інститут Бор брав також радянських науковців, багато з яких залишалися працювати довгий час. Він неодноразово приїжджав у СРСР, останнього разу — в 1961 році.
До школи Нільса Бора можна віднести таких науковців, як Гендрік Крамерс, Оскар Клейн, Лев Ландау, Віктор Вайскопф, Леон Розенфельд, Джон Вілер, Фелікс Блох, Оге Бор, Гендрік Казімір, Есіо Нісіна, Крістіан Меллер, Абрахам Пайс і багатьох інших. Характер наукової школи Бора і його взаємини з учнями можуть бути змальовані таким епізодом. Коли Ландау під час візиту Бора в Москву в травні 1961 запитав у свого наставника: «Яким секретом ви володіли, який дозволив вам настільки концентрувати навколо себе творчу теоретичну молодь?», Той відповів:

Ніякого особливого секрету не було, хіба тільки те, що ми не боялися здатися дурними перед молоддю.

## Пам'ять
- З 1965 року Копенгагенський інститут теоретичної фізики має назву «інститут Нільса Бора». Варто відзначити, що після смерті його засновника і беззмінного керівника Інститут очолював Оге Бор (до 1970 року).
- У 1963 та 1985 роках у Данії були випущені марки із зображенням Нільса Бора.
- 105-й елемент таблиці Менделєєва (Дубній), відкритий в 1970, до 1997 року у СРСР та Росії був знаний як нільсборій. У цьому ж році було затверджено назву борій для 107-го елемента, відкритого в 1981 році.
- Ім'я Бора носить астероїд 3948, відкритий 1985 року і місячний кратер.
- У 1997 Данський національний банк випустив в обіг банкноту номіналом 500 крон із зображенням Нільса Бора[95].
- У 1998 році в світ вийшла п'єса «Копенгаген» англійського драматурга Майкла Фрейна, присвячена історичній зустрічі Бора і Гейзенберга.

## Нагороди
- Нобелівська премія з фізики (1922)
- Медаль Маттеуччі (1923)
- Медаль імені Макса Планка (1930)
- Медаль Коплі (1938)
- Орден Слона (1947)
- Премія «Атоми для миру» (1957)
- Почесні наукові ступені Кембриджського, Манчестерського, Оксфордського, Единбурзького, Сорбоннського, Принстонського, Гарвардського університетів, університету Макгілла, Рокфеллеровського центру та ін.

## Публікації

### Книги
- Н. Бор. Атомная физика и человеческое познание. — М.: Изд-во иностр. лит-ры, 1961. (рос.)
- Н. Бор. Избранные научные труды. — В 2-х томах. — М.: Наука, 1970—71. (рос.) Рецензії М. О. Єльяшевича на 1-й том і на 2-й том. (рос.)

### Статті
- N. Bohr. On the Constitution of Atoms and Molecules, Part I // Philosophical Magazine. — 1913. — Т. 26. — С. 1—24. (рос.)
- Н. Бор. О сериальных спектрах элементов // УФН. — 1922. — Т. 3, № 1. — С. 29-64. (рос.)  — Переклад доповіді, прочитаної 27 квітня 1920 на засіданні Німецького Фізичного Товариства в Берліні та опублікованої в журналі «Zeitschrift für Physik», Bd. 2, p. 423 (1920).
- Н. Бор. О строении атомов // УФН. — 1985. — Т. 3, № 4. — С. 417—448. (рос.) — Переклад Нобелівської доповіді, зробленої 11 грудня 1922 р. у Стокгольмі та опублікованої в журналі «Die Naturwissenschaften», Bd. 11, p. 606 (1923).
- Н. Бор. Квантовый постулат и новое развитие атомистики // УФН. — Т. 7, № 3. — С. 306—337. (рос.) — Переклад статті, що містить основні ідеї доповіді на конгресі в Комо та опублікованої в журналах «Nature» (Vol. 121, p. 580, 1928) и «Naturwissenschaften» (Bd. 16, p. 245, 1928).
- Н. Бор. Захват нейтрона и строение ядра // УФН. — 1936. — Т. 14, вип. 4, № 4. — С. 425—435. (рос.) — Переклад статті в журналі «Nature», лютий 1936, стр. 19.
- А. Ейнштейн, Б. Подольський, В.О. Фок, Н. Бор, Н. Розен. Можно ли считать, что квантово-механическое описание физической реальности является полным? // УФН. — 1936. — Т. 14, № 4. — С. 436—457. (рос.) — Переклад статті в журналі «Physical Review» (Vol. 48, p. 696, 1935), що є відповіддю на роботу А. Ейнштейна, Б. Подольського та Н. Розена з тією ж назвою. В УФН наводяться обидві статті з коментарями В. О. Фока.
- Н. Бор, Ф. Калькар. О превращениях атомных ядер, вызванных столкновениями с материальными частицами / Пер. А. В. Лермонтовой под ред. В. А. Фока // УФН. — 1938. — Т. 20, № 3. — С. 317—340. (рос.)
- Н. Бор. Ядерный фотоэффект / Пер. В. А. Фока // УФН. — 1938. — Т. 20, № 3. — С. 341—343. (рос.)
- Н. Бор. Дискуссии с Эйнштейном о проблемах теории познания в атомной физике / Пер. В. А. Фока и А. В. Лермонтовой // УФН. — 1958. — Т. 66, № 4. — С. 571—598. (рос.) — Робота супроводжується зауваженнями В. О. Фока. (рос.)
- Н. Бор. О единстве человеческих знаний / Пер. В. А. Фока и А. В. Лермонтовой. // УФН. — 1962. — Т. 76, № 1. — С. 20—24. (рос.) — Промова на Міжнародному конгресі з фармацевтичних наук, проголошена в Копенгагені 29 серпня 1960
- Н. Бор. Воспоминания об Э. Резерфорде — основоположнике науки о ядре. Дальнейшее развитие его работ / Пер. В. А. Угарова // УФН. — 1963. — Т. 80, № 2. — С. 215—250. (рос.) — Лекція пам'яті Е. Резерфорда, прочитана 28 листопада 1958 в Лондонському фізичному товаристві і опублікована в журналі «Proceedings of Physical Society», Vol. 78, p. 1083 (1961).
- Н. Бор. Сольвеевские конгрессы и развитие квантовой физики / Пер. С. Г. Суворова // УФН. — 1967. — Т. 91, № 4. — С. 737—753. (рос.) — Переклад послання 12-му Сольвеївському конгресу, що відбувся в Брюсселі в жовтні 1961 р. Робота супроводжується зауваженнями С. Г. Суворова.
- Н. Бор. О действии атомов при соударениях. / Послесловие в пер. А. М. Френка из т. I «Избранных научных трудов» Н. Бора // УФН. — 1977. — Т. 122, № 8. — С. 571—574. (рос.)
- Н. Бор. Письмо Нильса Бора президенту США Рузвельту (1944) // УФН. — 1985. — Т. 146, вип. 5. — С. 5—6. (рос.)
- Н. Бор. Проблема причинности в атомной физике / Пер. і ком. И. С. Алексеева // УФН. — 1985. — Т. 147, № 10. — С. 343—355. (рос.) — Переклад доповіді на Міжнародному конгресі фізиків у Варшаві в 1938 р.
- Н. Бор. Открытое письмо Организации Объединенных Наций // УФН. — 1985. — Т. 147, № 2. — С. 357—366. (рос.) — Переклад листа, надісланого на ім'я Генерального секретаря ООН 12 червня 1950 року і одночасно опублікованого в журналі «Science», Vol. 112, p. 1—6 (1950). Лист супроводжується зауваженнями С. Г. Суворова. (рос.)

### Книги
- Нильс Бор и развитие физики: Сборник статей / Під ред. В. Паули за участю Л. Розенфельда і В. Вайскопфа. — М. : Изд-во иностр. лит-ры, 1958. (рос.)
- Нильс Бор: Жизнь и творчество: Сборник статей / Составитель У. И. Франкфурт; Отв. ред. Б. Г. Кузнецов. — М. : Наука, 1967. — 344, [2] с. — 31 000 прим. (рос.)
- Мур Р. Нильс Бор — человек и учёный. — М. : Мир, 1969. (рос.) Рецензія В. Я. Френкеля в журналі УФН. (рос.)
- Кляус Е. М., Франкфурт У. И., Френк А. М. Нильс Бор (1885—1962). — М. : Наука, 1977. — 384 с. — (Научно-биографическая серия) — 67 000 прим. (рос.)
- Данин Д. С. Нильс Бор. — М. : Молодая гвардия, 1978. — 556 с. — (Жизнь замечательных людей, вып.11(581)) (рос.)
- Данин Д. Труды и дни Нильса Бора. — М. : Знание, 1985. — (Новое в жизни, науке, технике) (рос.)
- А. Пайс. Нильс Бор, человек и его наука // Гении науки. — М. : ИКИ, 2002. — С. 15—44. — 750 прим. — ISBN 5-93972-168-0. (рос.)

### Статті
- В. А. Белоконь. Нильс Бор в гостях у советских ученых // УФН. — 1962. — Т. 76, № 1. — С. 186—189. (рос.)
- Статті в УФН, присвячені пам'яті Нільса Бора:
  - И. Тамм. Нильс Бор — великий физик XX века // УФН. — 1963. — Т. 80, № 1. — С. 191—195. (рос.)
  - Е. Л. Фейнберг. Жизнь и деятельность Нильса Бора // УФН. — 1963. — Т. 80, № 2. — С. 197—205. (рос.)
  - В. Л. Гинзбург. Памяти Нильса Бора // УФН. — 1963. — Т. 80, № 2. — С. 207—214. (рос.)
  - М. М. Лебеденко. Нильс Бор о научном сотрудничестве с советскими учеными (из репортажа о пребывании Н. Бора в Дубне) // УФН. — 1963. — Т. 80, № 2. — С. 251—254. (рос.)
- Хютт В. П. Дополнительность Н. Бора и ее методологическое значение // Логика и методология науки. — М.: Наука, 1967. (рос.)
- Н. Бор // Ю. А. Храмов. Физики: Биографический справочник. — М.: Наука, 1983. — С. 39—40. (рос.)
- Статті з номера УФН, що присвячено 100-літтю з дня народження Нільса Бора:
  - С. Т. Беляев, В. Г. Зелевинский. Нильс Бор и физика атомного ядра // УФН. — 1985. — Т. 147, № 10. — С. 210—251. (рос.)
  - М. А. Ельяшевич. Развитие Нильсом Бором квантовой теории атома и принципа соответствия (Работы Н. Бора 1912—1923 гг. по атомной физике и их значение) // УФН. — 1985. — Т. 147, № 10. — С. 253—301. (рос.)
  - А. Б. Мигдал. Нильс Бор и квантовая физика // УФН. — 1985. — Т. 147, № 10. — С. 303—342. (рос.)
- П. Е. Рубинин. Нильс Бор и Петр Леонидович Капица // УФН. — 1997. — Т. 167, № 1. — С. 101—106. (рос.)